# Хантийська мова
Ханти́йська мо́ва (застаріла назва остя́цька) — мова хантів — аборигенів півночі Західного Сибіру, що живуть у басейнах притоків Обі й Іртишу та по самій Обі в її середній і нижній течії. За даними перепису 2002 року, чисельність хантів становила 28,7 тис. осіб. Переважно вони живуть у Ханти-Мансійському (крім його західних районів, заселених мансі) та Ямало-Ненецькому автономних округах (25,9 тис. осіб), інші — на північному заході Томської області. Чисельність хантів протягом XX століття залишається більш-менш стабільною, але кількість хантів, що вважають хантийську мову рідною, помітно зменшується: 1959 їх було 77 % при населенні в 19 410 осіб, 1970 — 68,9 % (від 21 138 осіб), а 1989 — 60,5 %. Безперервно зростає частка хантів, що володіють російською мовою (як і першої, і другої мови): 70,3 % 1959 та 89,4 % 1989.

## Діалекти
Хантийська мова відома своїм незвичайним діалектним різноманіттям. Безперечним є виділення двох груп діалектів: західні (власне хантийські), що поділяються на північні та південні, та східні (або кантикські, за самоназвою східних хантів). Територіально суміжні говірки та діалекти близькі між собою, але крайні точки діалектного континууму мають відмінності, які заважають взаєморозумінню носіїв цих діалектів.

## Писемність
Перші спроби створення писемного варіанту хантийської мови, що тривали аж до початку XX століття, належать 1868, коли видано переклад Євангелія від Матвія на березовсько-обдорському діалекті. Писемність на основі латиниці було складено у 1930-х роках для обдорського та казимського діалектів, 1937 переведено на кирилицю. Єдиного літературного варіанту мови поки ще не виникло; наразі писемність існує на чотирьох діалектах. Хантийська мова є предметом вивчення в початкових класах школи. Видаються газети.
Сумарна хантийська абетка для чотирьох діалектів (з 2000 року):
| А а       | Ӓ ӓ | Ӑ ӑ       | Б б | В в       | Г г       | Д д  | Е е |
| Ё ё       | Ә ә | Ӛ ӛ       | Ж ж | З з       | И и       | Й й  | К к |
| Қ қ (Ӄ ӄ) | Л л | Ӆ ӆ (Ԓ ԓ) | М м | Н н       | Ң ң (Ӈ ӈ) | Н’н' | О о |
| Ӧ ӧ (Ŏ ŏ) | Ө ө | Ӫ ӫ       | П п | Р р       | С с       | Т т  | У у |
| Ӱ ӱ       | Ў ў | Ф ф       | Х х | Ҳ ҳ (Ӽ ӽ) | Ц ц       | Ч ч  | Ҷ ҷ |
| Ш ш       | Щ щ | Ъ ъ       | Ы ы | Ь ь       | Э э       | Є є  | Є̈ є̈ |
| Ю ю       | Ю̆ ю̆ | Я я       | Я̆ я̆ |           |           |      |     |

Букви на позначення тих звуків, яких нема в хантийській мові, потрібні, щоби правильно писати слова, що ввійшли з російської мови.

### ЗМІ хантийською мовою
Перші публікації хантийською мовою з'явились у газеті «рос. Остяко-Вогульская правда» 1934 року. З 1957 року в ХМАО виходить хантийськомовна газета «Ленін пант хуват» («рос. По ленинскому пути»), перейменована 1991 року в «Хӑнты ясӑӈ» (рос. «Хантыйское слово»). Газета виходить 1 раз на тиждень: до початку 1970-х на 1 шпальті, а після — на 4 шпальтах. З 2001 року на Ямалі почала виходити перша в регіоні газета хантийською мовою «Лух авт».
Регулярне радіомовлення хантийською мовою на радіо «Юґорія» почалося 1964 року. Хантийські передачі тривалістю 20 хв. виходять по понеділках, середах і п'ятницях уранці, в обід і ввечері. На каналі «Юґра» теж є аналогічна передача. На ТРК «Юґорія» творче об'єднання «рос. Очаг» випускає телепередачі хантийською. На «Юґрі» — передача про нечисленні народи півночі округу російською мовою.

## Фонетика
У хантийській мові наявні 8 голосних і 18 приголосних (казимський говір).

### Голосні
На відміну від української мови, у хантийській виокремлюються голосні першого й неперших складів. Голосні першого складу є чіткими, виразними, повного утворення. Вони розрізняться за довжиною: довгі ([а], [э], [о], [ə]) та короткі ([ӓ], [и], [ө], [у]), із них [а], [ө], [о], [ə] — заднього ряду, а [ӓ], [и], [э], [у] — переднього. Частими є випадки, коли від одного голосного залежить значення слова:
- шаш (коліно) — шӓш (спина);
- пəн (гимга) — пун (перо);
- Ас (Об) — ӓс (самиця).

У неперших складах неодноразово буває редукований (невиразний) голосний, який позначає буква ы.

### Приголосні
Для хантийської мови непритаманне зіставлення за дзвінкістю. За м'якістю пари приголосних утворюють тільки наступні: ль — л, сь — с, ть — т, нь — н, ӆь — ӆ. Усі інші можуть лише трохи пом'якшуватися. На відміну від української мови, хантийська не має звуків [б], [д], [з], [ж], [ґ], [ц], [ч], проте має такі, що відсутні в українській:
- [ӈ] — м'якопіднебінний носовий приголосний.;
- [ӆ] — глухий [л].

Щодо інших особливостей:
- [в] — більше схожий на губно-губний [ў], як у слові ходив [ходиў].;
- [х] — увулярний звук.

### Наголос
Наголос у хантийській мові зазвичай падає на перший склад. У складних словах може з'являтися й другорядний наголос (частіше на третьому складі).

### Орфоепія
Основним фонетичним законом є закон уникання збігу приголосних. Так, у хантийській мові немає двох приголосних на початку слова, до того ж не всі вони можуть поєднуватися.